# Агостіно Крості
Агостіно Крості (італ. Agostino Crosti; 16 лютого 1896 — 22 вересня 1988) — італійський дерматолог, професор з Мілану. Описав разом з Фердінандо Джанотті дерматологічний синдром, який було названо за їхніми іменами. Синдром має інфекційне походження, перебігає з висипом, лімфаденопатією та гострим безжовтяничним гепатитом.

## Біографія
Навчався медицині в університеті міста Павіа, який закінчив 1920 року. Був представником міланської школи дерматології. Ця школа була створена в 1924 році. Того ж року він прийнятий у дерматовенерологічну клініку, яка стала клінічною базою цієї школи. У 1946 році Крості взяв на себе керування нею і мав шість наступників. Фердінандо Джанотті був одним з них. Крості керував школою до 1966 року.
У 1930-1950-х роках описав хворобу, названу за його ім'ям, що являє собою чітко визначені, повільно зростаючі лімфоми зі злоякісним розвитком. У 1930 році став професором кафедри клінічної дерматології та сифілідології Університету Перуджі. З 1939 року завідувач кафедри дерматології і декан факультету в університеті Перуджи.
Крості написав понад 170 робот з різних аспектів дерматології та венерології, включаючи меланому, хворобу Педжета, екзему, атопію та про етіологію бульозних дерматозів.

## Головні твори
- A. Crosti, F. Gianotti, E. Hahn, D. Bubola. [Virological research and clinical findings in eruptive bullous diseases in childhood. (Grave congenital epidermolysis bullosa, Duhring's dermatitis herpetiformis, polymorphous erythema and acute necrotic epidermolysis] Minerva pediatrica, Torino, November 10, 1966, 18 (34): 2001—2005. (італ.)
- A. Crosti. [Modern orientation and recent acquisitions in the serodiagnosis of syphilis.] El Día médico, Buenos Aires, August 21, 1950, 22 (50): 2068—2072.
- A. Crosti. [Senear-Usher pemphigus.] Bulletin de la Société française de dermatologie et de syphiligraphie, July-October 1951, 58 (4): 343—347; discussion 355—356.
- A. Crosti. [Heparin and psoriasis.] Minerva Dermatologica, December 1953, 28 (12): 316.
- A. Crosti. [Present treatment of cutaneous tuberculosis.] Rassegna medica, Milani, January 1954, 31 (1): 7-12.
- A. Baccaredda, A. Bergamasco, G. Berttaccini, G.B. Cottini, A. Crosti, A. Radeli. [Report on pemphigus.] Atti della Società italiana di dermatologia e sifilografia e delle sezioni interprovinciali, October-December 1955, 96 (4): 505—516.
- A. G. Bellone, A. Crosti, F. Gianotti. [Significance of cytodiagnosis in bullous dermatoses.] Atti della Società italiana di dermatologia e sifilografia e delle sezioni interprovinciali, October-December 1955, 96 (4): 543—549.
- M. Bonelli, A. Crosti. [Clinical experiences with pemphigus during the last decade.] Atti della Società italiana di dermatologia e sifilografia e delle sezioni interprovinciali, October-December 1955, 96 (4): 549—552.
- A. Crosti. [Scientific and contributory progress in cutaneous syphilis in Ospedale Maggiore.] L'Ospedale Maggiore, April 1956, 44 (4): 204—211.
- A. Crosti. [Attempted classification of eczematous dermatitis in practical diagnostics.] Minerva Dermatologica, February 1959, 34 (2): 133—141.
- A. Crosti, F. Gianotti, E. Hahn. [Isolation of a pathogenic virus of the pemphigus disease group (Preliminary note).] Bollettino dell'istituto sieroterapico Milanese, Milano, January-February 1960, 39: 21-32.
- A. Crosti. [Apropos of the A. Crosti and F. Gianotti acrosituated eruptive dermatosis of probable viral origin.] Bulletin de la Société française de dermatologie et de syphiligraphie, November-December 1961, 68: 776—777.
- A. Crosti, F. Gianotti, E. Hahn, D. Bubola, V. Bonani. Further virological investigations of pemphigoid dermatoses. Giornale italiano di dermatologia, March-April 1962, 103: 81-131.
- A. Crosti. Sneddon-Wilkinson's subcorneal pustular dermatitis. Panminerva medica, May 1964, 23: 143—148.
- A. Crosti, F. Gianotti. [Further contribution to the knowledge of infantile papulous acrodermatitis.] Giornale italiano di dermatologia, September-October 1964, 105: 477—504.
- A. Crosti, F. Gianotti. [New contribution to the knowledge of infantile papulous acrodermatitis.] Annales Nestlé, January 1965, 44: 3-26.
- A. Crosti. [Orienting clinical findings and virologic studies for uniform nosology of exudative erythema multiforme, Duhring's dermatitis herpetiformis, pemphigus and bullous dystrophic epidermolysis] Der Hautarzt, May 1966, 17 (5): 237—240.
- A. Crosti, F. Gianotti, E. Hahn, D. Bubola. [Virological research and clinical findings in eruptive bullous diseases in childhood. (Grave congenital epidermolysis bullosa, Duhring's dermatitis herpetiformis, polymorphous erythema and acute necrotic epidermolysis] Minerva pediatrica, Torino, November 10, 1966, 18 (34): 2001—2005.
- A. Crosti, F. Gianotti. [Infantile papular acrodermatitis and lymphoreticulotropic viroses] Minerva dermatologica, Torino, July 1967, 42 (7): 264—278.
- A. Crosti. [Pathogenesis of melanoma]. iornale italiano di dermatologia. Minerva dermatologica, October 1969, 44 (10): 508—509.